# Иделер, Юлиус Людвиг
Юлиус Людвиг Иделер (нем. Julius Ludwig Ideler; 3 сентября 1809, Берлин — 1842, Берлин) — немецкий классический филолог, лингвист, физик и натуралист.

## Биография
Старший сын астронома и филолога Христиана Людвига Иделера (1766—1846). Двоюродный брат психиатра Карла Вильгельма Иделера.
Учился во Французской гимназии в Берлине, затем изучал медицину, естественные науки и математику в Берлинском и Кёнигсбергском университетах. В 1832 году стал кандидатом наук, а два года спустя хабилитированным доктором наук. Работал приват-доцентом в Берлинском университете.

## Научная деятельность
Занимался исследованиями в области естествознания, классической филологии, древнеегипетского языка и литературы, а также легенд и мифов античности, интересовался французским и английским языками и литературой.
Стал известен, опубликовав ряд сочинений древних учёных. Автор книг по древним и современным языкам и литературе, а также по естественным наукам, известен в научном мире, прежде всего, своими исследованиями классической греческой и римской метеорологии. Особую ценность представляет его трактат о метеорологии древних («Meteorologia veterum Graecorum et Romanorum». Prolegomena ad novam «Meteorologicorum Aristotelis editionem adornandam», Берлин, 1832),
Издал, кроме того, «Herampion», «Die Sage vom Schuss des Tell», опубликовал сочинения Аристотеля, коптский псалтирь и «Einhard’s Leben und Wandel Karls d. Gr.».
Занимался созданием пособий по французскому и английскому языкам и литературе, изданных его отцом, добавив в 1832 году третью часть, посвященную прозаикам современной и новейшей литературы (2-е издание 1836 г.), в 1835 г. — четвертый раздел, посвящённый поэтам современной и новейшей литературы, а в 1842 г. — вводный том под названием «История древнеанглийской национальной литературы от истоков до Франциска I …». Кроме того, он опубликовал следующие труды: «О происхождении огненных шаров и северного сияния». (Берлин, 1832.), «Изучение града и электрических явлений в нашей атмосфере. В дополнение к приложению о снижении тепла в воздухе». (Лейпциг 1833.), «Метаморфозы Овидия для школ», «Легенда о выстреле В. Телля». Историко-критический очерк. (Берлин 1836), «Легенды и мифы. Письмо профессору Ф. Х. фон Хагену» (Берлин, 1839 г.) и др.

## Избранные труды
- Handbuch der französischen sprache und literatur (4 тома, 1826-35; в соавт.)
- Meteorologia veterum Graecorum et Romanorum, 1832[2]
- Ueber den Ursprung der Feuerkugeln und des Nordlichts, 1832
- Untersuchungen über den Hagel und die elektrischen Erscheinungen in unserer Atmosphäre, 1833
- Aristotelous Meteōrologika : Aristotelis Meteorologicorum libri IV (2 тома, 1834-36)[2].
- Die sage von dem schuss des Tell; eine historisch-kritische abhandlung, 1836[2].
- Kritische untersuchungen über die historische entwickelung der geographischen kenntnisse von der Neuen welt und die fortschritte der nautischen astronomie in dem 15ten und 16ten jahrhundert (3 тома, 1836-52)
- Psalterium coptice, 1837[2].
- Leben und Wandel Karls des Grossen, beschrieben von Einhard. Einleitung, Urschrift, Erläuterung, Urkundensammlung (2 тома, 1839)
- Hermapion, 1841[2]
- Physici et medici Graeci minores (2 тома, 1841-42).
- Namen- und Sach-Verzeichniss zu Carl Ritter’s Erdkunde von Asien (3 тома, 1841-49)